# 短翼岩黄芪
短翼岩黄芪（学名：Hedysarum brachypterum）是一种豆科植物。这种植物分布于河北北部，内蒙古锡林郭勒盟、伊克昭盟，宁夏南部，甘肃河西地区等；此外见于蒙古等地。